# Muzyka ulicy muzyka dla mas
Muzyka ulicy muzyka dla mas – seria albumów muzycznych zawierających utwory różnych polskich wykonawców, wydawana przez Olifant Records. Poszczególne albumy otrzymywały kolejny numer w ramach wydawnictwa. Każdy z nich zawierał wybrane utwory różnych zespołów zawarte na wydawanych albumach z określonego okresu czasu oraz przede wszystkim kompozycje niepublikowane i nagrania unikatowe. Pod względem prezentowanej twórczości były to utwory z różnych nurtów muzycznych, z dominacją gatunku punk rock, w tym w szczególności street punk/oi!, ale także ska i psychobilly.

## Historia i muzyka
Pierwszy z albumów „Muzyka ulicy muzyka dla mas vol. 1” wydany został w 2004 r. Zawierał przede wszystkim niepublikowane dotąd utwory lub nagrania unikatowe oraz utwory zawarte na wydawanych albumach z określonego okresu czasu. Pośród uwzględnionych gatunków muzycznych dominował  punk rock ze szczególnym naciskiem na street punk/oi!, ale także ska. Jak to jednoznacznie podkreśla wydawca na okładce tego albumu: Olifant Records z dumą prezentuje przedstawicieli polskiej sceny oi! / punk / ska. Kolejne wydania o identycznej idei przewodniej nastąpiły w 2006 r. (Muzyka ulicy muzyka dla mas vol. 2), 2014 r. (Muzyka ulicy muzyka dla mas vol. 3) i 2016 r. (Muzyka ulicy muzyka dla mas vol. 4), gdzie oprócz wyżej wymienionych gatunków pojawiły się także utwory z nurtu psychobilly.

## Albumy
W ramach wydawnictwa zatytułowanego „Muzyka ulicy muzyka dla mas” wydano następujące woluminy:
- Muzyka ulicy muzyka dla mas vol. 1 – 2004 r., Olifant Records 006 / OR 006[1][2][3][4]
- Muzyka ulicy muzyka dla mas vol. 2 – 2006 r., Olifant Records 014 / OR 014[5][6][7][8]
- Muzyka ulicy muzyka dla mas vol. 3 – 2014 r., Olifant Records 058[9][10]
- Muzyka ulicy muzyka dla mas vol. 4 – 2016 r., Olifant Records 079[14][11][12][13].

## Tytuł
Tytuł serii „Muzyka ulicy muzyka dla mas” zawiera odzwierciedlenie tematyki muzycznej i tekstowej dobranego repertuaru. Jego pisownia w opracowaniach i publikacjach bywa różnie podawana. Oprócz najprostszej, czyli „Muzyka ulicy muzyka dla mas”, bywa stosowany zapis z myślnikiem, tj. „Muzyka ulicy – muzyka dla mas”, przecinkiem, tj. „Muzyka ulicy, muzyka dla mas”, a same wyrazy bywają podawane w tytule z wielkich liter, tj. „Muzyka Ulicy Muzyka Dla Mas”. Natomiast tytuł ten na okładkach przybiera formę dwóch niezależnych napisów, pisanych wielkimi literami, w sposób nie powiązany ze sobą: „MUZYKA ULICY” i „MUZYKA DLA MAS” (bez stosowania jakiegokolwiek znaku łączącego, w tym także bez przecinka i bez myślnika) oraz niezależnie od tego numer woluminu w postaci napisu „vol.X” lub „VOL.X”, gdzie X przybiera kolejny numer.
Tytułowe słowa występują w refrenie utworu zespołu Sztorm 68, który był zamieszczony jako pierwszy utwór na płycie CD pierwszego albumu w serii (Muzyka ulicy muzyka dla mas vol. 1), pod tytułem „Muzyka ulicy”:

Muzyka ulicy, muzyka dla mas
Muzyka dla Ciebie, byś nie był ciągle sam!